# Eleição parlamentar na Venezuela em 2015
A eleição parlamentar venezuelana de 2015 ocorreu em 6 de dezembro. Os membros da oposição haviam especulado que o presidente Nicolás Maduro poderia suspender o pleito, mas o presidente venezuelano afirmou que as eleições iriam acontecer, mesmo nas circunstâncias mais adversas.
A oposição, representada pela Mesa da Unidade Democrática (MUD) ganhou por margens confortáveis do Grande Polo Patriótico Simón Bolívar (GPPSB), composto pelo Partido Socialista Unido da Venezuela (PSUV) e seus aliados políticos. O resultado das eleições foi uma derrota decisiva para o PSUV, que perdeu o controle do Assembleia Nacional pela primeira vez desde sua chegada ao poder em 1999.

## Resultados
Logo após a meia-noite no dia 7 de dezembro de 2015, o Conselho Nacional Eleitoral anunciou que a coalizão oposicionista Mesa da Unidade Democrática havia conquistado ao menos 99 dos 167 assentos da Assembleia Nacional, o que significa que a MUD obteria, no mínimo, uma maioria simples, enquanto que a coalizão governista Grande Polo Patriótico Simón Bolívar (GPPSB) havia conquistado ao menos 46 assentos. A participação popular nesse escrutínio excedeu os 70%, superando a marca registrada em 2010.
| Resultados eleitorais após 100% dos votos apurados |                                              |            |       |          |     |
| Partido                                            | Partido                                      | Votos      | %     | Cadeiras | +/– |
|                                                    | Mesa da Unidade Democrática (MUD)            | 7.728.025  | 56,21 | 109      | 45  |
|                                                    | Grande Polo Patriótico Simón Bolívar (GPPSB) | 5.203.487  | 37,85 | 55       | 41  |
|                                                    | Demais partidos políticos                    | 815.938    | 5,94  | 0        | 2   |
|                                                    | Assentos indígenas                           | –          | –     | 3        | 0   |
| Total de votos válidos                             | Total de votos válidos                       | 13.747.450 | 95,23 | 167      | 2   |
| Votos inválidos (brancos e nulos)                  | Votos inválidos (brancos e nulos)            | 688.138    | 4,77  | –        | –   |
| Total de votos registrados                         | Total de votos registrados                   | 14.435.588 | 74,04 | –        | –   |
| Eleitorado apto a votar                            | Eleitorado apto a votar                      | 19.496.365 | 100   | –        | –   |